# Viação Garcia
A Viação Garcia é uma empresa londrinense do ramo de transporte criada no mesmo ano da emancipação do município do norte do Paraná onde ela mantem a sua sede.

## História

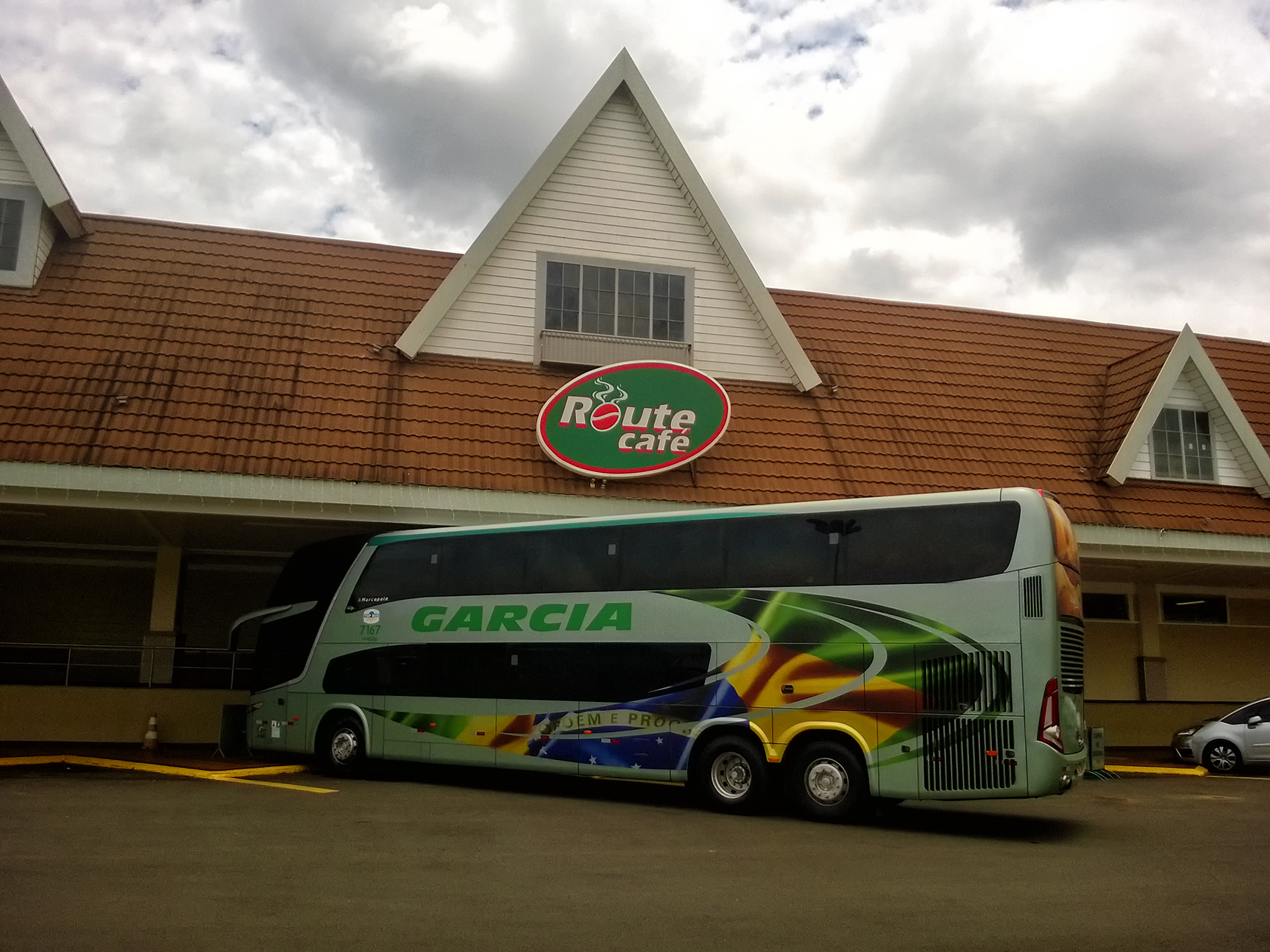
Ônibus da Viação Garcia no Graal Maristela na cidade de Pardinho, Sao Paulo.

A Viação Garcia foi fundada em 1934 por pessoas das famílias Garcia Cid e Garcia Villar.. É uma das maiores empresas voltadas ao transporte rodoviário de passageiros no Brasil. Em 2014 foi adquirida pela Brasil Sul Linhas Rodoviárias.
Em 2009 foi criado pela Garcia o Espaço Memória Viação Garcia um museu para preservação do acervo histórico da empresa.

## Área de atendimento
A empresa atende cidades dos estados do Paraná, São Paulo, Mato Grosso do Sul, Minas Gerais e Rio de Janeiro, com uma frota de 500 ônibus que percorrem cerca de 5,5 milhões de quilômetros por mês.